# Mohamed Raouraoua
 (mars 2017).
Si vous disposez d'ouvrages ou d'articles de référence ou si vous connaissez des sites web de qualité traitant du thème abordé ici, merci de compléter l'article en donnant les références utiles à sa vérifiabilité et en les liant à la section « Notes et références ».
Mohamed Raouraoua, né Mohamed Debbah, le 12 septembre 1947 à Alger, est un dirigeant sportif algérien.
Il est président de la Fédération algérienne de football de 2001 à 2005, puis de 2009 à 2017.

## Biographie
Mohamed Raouraoua naît le 12 septembre 1947 à Alger, il est l'aîné d'une fratrie de dix-neuf enfants, diplôme en droit à la faculté d'Alger.
Il est membre des comités exécutifs de la FIFA et de la Confédération africaine de football. Il est également président de l'Union des associations de football arabe à partir de juillet 2014 après la démission de Nawaf bin Faisal et président de la Fédération algérienne de football.
Son principal projet est de professionnaliser le football algérien, sous son deuxième mandat l'Algérie retrouvera la coupe d'Afrique 2010 en Angola et aussi la coupe du monde 2010 en Afrique du Sud et en 2014 au Brésil ou elle se qualifiera pour la première fois de son histoire en huitièmes de finale.
Le 20 mars 2017, Khereddine Zetchi lui succède comme président de la Fédération algérienne de football.